# Käskhultasjön
Käskhultasjön är en sjö i Ljungby kommun och Älmhults kommun i Småland och ingår i Helge ås huvudavrinningsområde. Sjön har en area på 0,528 kvadratkilometer och ligger 129,1 meter över havet. Sjön avvattnas av vattendraget Issjöabäcken. Vid provfiske har abborre, braxen, gers och mört fångats i sjön.

## Delavrinningsområde
Käskhultasjön ingår i det delavrinningsområde (627827-137898) som SMHI kallar för Utloppet av Trollasjön. Medelhöjden är 142 meter över havet och ytan är 12,74 kvadratkilometer. Det finns ett avrinningsområde uppströms, och räknas det in blir den ackumulerade arean 18,85 kvadratkilometer. Issjöabäcken som avvattnar avrinningsområdet har biflödesordning 3, vilket innebär att vattnet flödar genom totalt 3 vattendrag innan det når havet efter 136 kilometer. Avrinningsområdet består mestadels av skog (73 procent). Avrinningsområdet har 1,16 kvadratkilometer vattenytor vilket ger det en sjöprocent på 9,1 procent.